# تفويض حصري
التفويض الحصري هو تأكيد الحكومة لسلطتها الشرعية على إقليم معين، تسيطر على جزء منه حكومة أخرى مستقرة بحكم الأمر الواقع. يُعرف أيضًا باسم المطالبة بالتمثيل الوحيد أو المطالبة بالسلطة الحصرية. كان هذا المصطلح مهمًا بشكل خاص خلال فترة الحرب الباردة عندما تم تقسيم عدد من الدول لأسباب أيديولوجية.

## ألمانيا من 1949 إلى 1990

### جمهورية ألمانيا الاتحادية
طوال ما يقرب من 41 عامًا التي تم فيها تقسيم ألمانيا إلى دولتين، زعمت جمهورية ألمانيا الاتحادية (ألمانيا الغربية) أنها الخليفة الشرعي الوحيد للرايخ الألماني الذي كان موجودًا في الفترة من 1871 إلى 1945. واستند هذا الادعاء في البداية فقط على تفويض الحكومة بحكم الانتخابات الحرة. وتحقيقًا لهذا الإدعاء طالبت ببرلين عاصمة ألمانيا الموحدة من عام 1871 إلى عام 1945، عاصمة لها، باعتبار العاصمة المؤقتة في بون.
في بيان أدلى به أمام البوندستاغ، أكد المستشار الألماني كونراد أديناور هذه الولاية منذ 21 أكتوبر 1949، استجابة لدخول دستور جمهورية ألمانية الديمقراطية (GDR) (ألمانيا الشرقية) حيز التنفيذ. أيدت قمة وزراء الخارجية للقوى الغربية الثلاث في 18 سبتمبر 1950 في مدينة نيويورك مطالبة المستشار أديناور.
عندما أعلن الاتحاد السوفيتي عن سيادة جمهورية ألمانيا الديمقراطية، أصر البوندستاغ الألماني مرة أخرى بالإجماع على أن الجمهورية الاتحادية هي الممثل الشرعي الوحيد للشعب الألماني. وفي معاهدات باريس (Pariser Verträge)، التي قُبلت فيها جمهورية ألمانيا الاتحادية في منظمة حلف شمال الأطلنطي، تبنت الدول الحليفة الموقف الذي أكده الحلفاء الغربيون الثلاثة بالفعل في مؤتمر القوى التسع في لندن: كان للجمهورية الفيدرالية الحق الحصري في التصرف نيابة عن الشعب الألماني بأكمله في شؤون السياسة الخارجية. وهكذا اعترفت الدول الغربية بالجمهورية الاتحادية باعتبارها الحكومة الشرعية الوحيدة لألمانيا ككل.
بصرف النظر عن تلك الاعتبارات المتعلقة بالقانون الدولي، اقترح بند إعادة التوحيد في القانون الأساسي أن يتم تجنب الاعتراف الدولي بجمهورية ألمانيا الديمقراطية، حتى لا يتم فصل الولاية الدستورية عن دولة ألمانية موحدة.
حتى عام 1973، اتخذت الجمهورية الاتحادية موقفا صارما في المطالبة بتفويض حصري لكل ألمانيا. بموجب مبدأ هالشتاين، قطعت الجمهورية الاتحادية العلاقات الدبلوماسية مع الدول التي حافظت على علاقات دبلوماسية مع جمهورية ألمانيا الديمقراطية، باستثناء الاتحاد السوفيتي. وجرى تنفيذ ذلك على مستويات مختلفة، فمثلا في الألعاب الرياضية الدولية كان هناك تعاون كبير أدى إلى توحيد الفرق الألمانية في ست ألعاب أولمبية. بمرور الوقت خاصة بعد انتخاب تحالف اشتراكي ليبرالي بقيادة ويلي براندت في عام 1969، تم تخفيف الولاية الحصرية، حيث حدت بشدة من الحكم الذاتي الداخلي والدولي للجمهورية الفيدرالية. ابتداءً من عام 1973، بموجب سياسة Ostpolitik، اتخذت الجمهورية الفيدرالية الرأي القائل بأن الجمهورية الديمقراطية كانت حكومة الأمر الواقع ضمن دولة ألمانية واحدة، والتي كانت الجمهورية الفيدرالية هي الممثل القانوني الوحيد لها، ولكن تقتصر على مدى أراضيها الإقليمية؛ وبالتالي التخلي عن أي مطالبة بحكم القانون بحكومة ألمانيا ككل.
من الناحية القضائية، زُعم أن التفويض الحصري قد نشأ عن الافتراض بأن الدولة الألمانية ككل قد تم الحفاظ عليها، وأن دولة ألمانية واحدة فقط يمكن أن توجد بشكل شرعي، وأن دولة واحدة كانت متطابقة مع الجمهورية الفيدرالية. لذا فقد اعتبرت الجمهورية الديمقراطية الألمانية دولة دمية سوفيتية مكونة بطريقة غير شرعية وتحتل أراضٍ تابعة للجمهورية الفيدرالية، وبالتالي تفتقر إلى الحكم الذاتي. وكان هناك رأى بديل بأن جمهورية ألمانيا الديمقراطية كانت في حالة حرب أهلية مع حكومة FRG، وبالتالي لا يمكن الاعتراف بها كدولة بموجب القانون الدولي. النظرية الثالثة هي ما يسمى بنظرية «الدولة المظلة»، بوجود دولتين مجزأتين تحت مظلة أمة ألمانية واحدة تم تشكيلها في عام 1871 والتي لم يتم القضاء عليها بالفعل؛ نشأت هذه النظرية في أواخر الستينيات وتم الحفاظ عليها في حكم أصدرته المحكمة الدستورية الفيدرالية الألمانية بتاريخ 31 يوليو 1973 مؤيدًا «المعاهدة الأساسية» التي تطبعت بها العلاقات بين ألمانيا الشرقية وألمانيا الغربية. رغم أن المحكمة الدستورية أعادت التأكيد على الاقتراح القائل بأن الدولة الألمانية قبل عام 1945 قد تم الحفاظ عليها وتنظيمها، وإن كان جزئيًا، في مؤسسات الجمهورية الفيدرالية، فقد رفض القضاة صراحةً الاقتراح الذي ينص على أن هذا ينطوي على ولاية حصرية؛ «... الهوية لا تتطلب التفرد».
مع انضمام الدولتين الألمانيتين إلى الأمم المتحدة في عام 1973، لم تعد الأمور المتعلقة بالولاية الحصرية ذات صلة. ومع ذلك أكدت المحكمة الدستورية أن الجمهورية الاتحادية ما زالت تتحمل مسؤولية الشعب الألماني بأسره؛ وإن كانت هذه المسؤولية لا يمكن الوفاء بها إلا فيما يتعلق بالألمان الموجودين فعليًا في إقليمها أو ضمن ولايتها القضائية. وفقًا لذلك لم تعترف جمهورية ألمانيا الفيدرالية بجنسية مميزة لجمهورية ألمانيا الديمقراطية؛ إذا قدم الألمان الشرقيون أنفسهم في ألمانيا الغربية أو في سفارة ألمانيا الغربية في بلد ثالث، فيمكنهم الحصول على جواز سفر من ألمانيا الغربية. بشكل عام اعتبرت الجمهورية الفيدرالية الألمان الشرقيين مواطنين ألمان تحت الجنسية الألمانية 1871 – 1945 القديمة (أي Bundesbürger ، مواطني ألمانيا الغربية). وبالتالي لم يتم ترحيل اللاجئين الذين فروا من ألمانيا الشرقية، وتأهلوا تلقائيًا للحصول على الجنسية الألمانية الغربية.
بالإضافة إلى ذلك يحصل زائرو ألمانيا الشرقية على جواز سفر من ألمانيا الغربية عند الطلب، على سبيل المثال من أجل تسهيل السفر إلى الولايات المتحدة. بعد سقوط جدار برلين في نوفمبر تشرين الثاني عام 1989، وكان في استقبال الألمان الشرقيين مع Begrüßungsgeld (100 ألمانيا الغربية المارك الألماني) ويمكن التنقل بحرية داخل ألمانيا الغربية، في حين أن وصول الألمان الغربيين إلى الشرق ما زال يصطدم بعراقيل لبضعة أسابيع من التأشيرات و Mindestumtausch تبادل الحد الأدنى الإلزامي من 25 DM.

### جمهورية ألمانيا الديمقراطية (1949-1990)
أقر دستور عام 1949 للجمهورية الألمانية الديمقراطية بأن ألمانيا كانت جمهورية غير قابلة للتجزئة، وبالتالي لم يكن هناك سوى جنسية ألمانية واحدة. وبالتالي فقد تم تأسيس جمهورية ألمانيا الديمقراطية على أساس كونها الممثل القانوني لكل ألمانيا. في البداية نظرت إلى نظام ألمانيا الغربية كدولة دمية تابعة لمنظمة حلف شمال الأطلنطي بشكل غير قانوني، وهو الخط الذي قبلته معظم الكتلة الشرقية. أقامت ألمانيا الشرقية حائط برلين عام 1961 جزئيًا لمنع الألمان من التنقل بحرية داخل ألمانيا. في عام 1974، استُبعد شرط إعادة التوحيد من دستور جمهورية ألمانيا الديمقراطية. بعد ذلك اعتبر نفسه كدولة منفصلة عن ألمانيا الغربية. انهار النظام الشيوعي في خريف عام 1989. بقيت ألمانيا الشرقية عامًا آخر حتى أعلنت انضمامها إلى الجمهورية الفيدرالية في إعادة توحيد ألمانيا عام 1990.

## الصين وتايوان
منذ نهاية الحرب الأهلية الصينية في عام 1949، كانت جمهورية الصين مقتصرة على تايوان (مأخوذة من اليابان في عام 1945، والتخلي عنها من قبل الصين تشينغ في عام 1895 - على الرغم من التخلي عنها في عام 1952) وعدد قليل من الجزر بالقرب من فوجيان، في حين أن جمهورية الصين الشعبية تسيطر على أرض الصين القارية، ومنذ عام 1950 أيضا جزيرة هاينان. ادعت كلتا الحكومتين الصينيتين السيادة على كل الصين، واعتبرت الحكومة الأخرى في حالة تمرد. حتى عام 1971، كانت جمهورية الصين عضوًا دائمًا في مجلس الأمن الدولي تتمتع بحق النقض (الفيتو). ومنذ ذلك الحين، تم استبعادها لصالح جمهورية الصين الشعبية، ومنذ عام 1972، تم استبعادها أيضًا من جميع اللجان الفرعية التابعة للأمم المتحدة. منذ وفاة تشيانغ كاي شيك في عام 1975، لم تعد جمهورية الصين تؤكد بقوة على ولايتها الحصرية، ومنذ ذلك الحين قطعت معظم دول العالم علاقاتها الدبلوماسية الرسمية مع جمهورية الصين (باستثناء 21 دولة بما فيها الكرسي الرسولي اعتبارًا من عام 2008). ومع ذلك فإن معظم الدول وكذلك حكومة الجمهورية الشعبية، كانت تواصل الحفاظ على علاقات غير رسمية.
منذ التسعينيات، خفف موقف جمهورية الصين. عندما أقامت جمهورية الصين علاقات مع كيريباتي في عام 2003، لم تطالب كيريباتي بقطع علاقاتها الحالية مع جمهورية الصين الشعبية. وعلى النقيض من ذلك فإن موقف جمهورية الصين الشعبية لم يضعف وقطعت العلاقات الدبلوماسية مع 22 دولة تعترف بجمهورية الصين. كانت جمهورية الصين تشارك في الأحداث الرياضية تحت اسم «تايبيه الصينية» وتشارك فيمنظمة التجارة العالمية باعتبارها الإقليم الجمركي المنفصل في تايوان، و Penghu ، و Kinmen ، و Matsu.

## كوريا
عندما تم إنشاء كوريا الشمالية وكوريا الجنوبية في غضون أشهر من بعضهما البعض في عام 1948، ادعى كلاهما السيادة على كل كوريا. ادعت كلتا الدولتين أن الدولة الأخرى كانت دولة عميلة بشكل غير قانوني للولايات المتحدة والاتحاد السوفيتي، على التوالي. في عام 1991، انضم كل منهما إلى الأمم المتحدة، كجزء من سياسة المصالحة.

## فيتنام
أُعلنت جمهورية فيتنام الديمقراطية في عام 1945؛ حصلت جمهورية فيتنام على استقلالها من فرنسا في عام 1954. بينما كان من المزمع إجراء الانتخابات في عام 1955 لإعادة توحيد البلاد، إلا أنها لم تتم مطلقًا. على مدار العشرين عامًا التالية، ادعى كلاهما الحق في كل فيتنام، وأن الآخر كان عبارة عن دولة عميلة غير شرعية. استمر هذا حتى استسلم جنوب فيتنام دون قيد أو شرط إلى فيتنام الشمالية في عام 1975.
عندما بدأت بعض الدول الأوروبية (مثل سويسرا) في الاعتراف بفيتنام الشمالية في نهاية حرب فيتنام، لم تقطع فيتنام الجنوبية علاقاتها الدبلوماسية معها. وهكذا اعترفت سويسرا بشمال فيتنام في عام 1971 لكنها حولت قنصليتها في سايجون (فيتنام الجنوبية) إلى سفارة حتى نهاية الحرب في عام 1975.
في عام 1979، غزت فيتنام كمبوديا واحتلتها (في ذلك الوقت كان يحكمها الخمير الحمر باعتبارها كمبوتشيا ديمقراطية) لتأسيس جمهورية كمبوتشيا الشعبية، ولكن تم رفضها من قبل جمهورية الصين الشعبية باعتبارها «دولة دمية». في ذلك الوقت شكك كلا البلدين في مزاعم كونه الممثل الشرعي الوحيد لجميع شعب الخمير في كمبوديا في الأمم المتحدة. نتج عن ذلك الاحتفاظ بمقعدها من قبل حكومة ائتلاف كمبوتشيا الديمقراطية، وهي حكومة ائتلافية تشكلت عام 1982 كحكومة في المنفى وتتألف من حزب فونسنبيك الملكي، وجبهة الخمير الشعبية لتحرير الشعب الجمهوري، وحزب الخمير الحمر الديمقراطي المدعوم من الخمير.

## سوريا
حدث مماثل في بداية الحرب الأهلية السورية في مارس 2011 عندما أعلنت حكومتان السيادة على سوريا بأكملها: الحكومة السورية برئاسة بشار الأسد ومجموعات المعارضة المختلفة التي تسعى إلى إزالة الأسد المكونة من الائتلاف الوطني لقوات الثورة والمعارضة السورية، والمجلس الوطني السوري والحكومة السورية المؤقتة. كلا الكيانين يُعتبران كيانين يدعمهما الاتحاد الروسي / إيران والولايات المتحدة / المملكة العربية السعودية.
بالإضافة إلى ذلك سيطر تنظيم داعش (ISIS / ISIL)، وهو تنظيم متشدد مسلح، على جزء من الأراضي السورية إلى جانب أجزاء من العراق المجاور.
في وضع أكثر غموضًا، أُعلنت الأراضي الكردية في شمال شرق سوريا تحت سيطرة إدارة ذاتية كردية عندما غادرت قوات الحكومة السورية المنطقة، أو تم تحرير المناطق من احتلال داعش.